# زمین‌لرزه ۱۲۷۲ قوچان
زمین لرزه قوچان در ۲۶ آبان ماه ۱۲۷۲ در ساعت ۱۹:۳۰ به وقت محلی رخ داد. بیش‌ترین مقدار ثبت شده از آن در مقیاس ریشتر در حدود ۶٫۶ و در مقیاس مرکالی برابر X (شدت) بود. این حادثه نتایج فاجعه باری در منطقه قوچان به خصوص خود شهر قوچان به همراه داشت. تخمین زده می‌شود که زمین لرزه ۱۸۰۰۰ نفر تلفات داشت.

## شرایط زمین ساختی
رشته کوه کپه داغ که در لبهٔ شمالی منطقه‌ای قرار دارد که صفحه‌های عربستان و اوراسیا پیوسته در حال سایش با هم هستند. این ناحیه از غرب توسط دریای کاسپین به رشته کوه‌های قفقاز متصل است. سالانه در حدود ۳ میلی‌متر کوتاه شدگی در عرض این کوهستان دیده می‌شود. گسل قوچان (در جهت شمال شمال غربی و جنوب جنوب غربی) یک گسل جانبی امتداد لغز فعال می‌باشد که در نتیجه همین کوتاه شدن عرض و انبساط طول رشته کوه کپه داغ به وجود آمده‌است. این ناحیه هر ساله در حدود ۱٫۵ میلی‌متر جا به جایی را تجربه می‌کند. رشته زلزله‌های که در بین سال‌های ۱۲۲۹ تا ۱۲۷۳ به نواحی مختلف قوچان آسیب وارد کرد همگی از گسل قوچان و امتدادش تا دشت اترک که در آن جا سطحی تاقدیسی به وجود آورده است، ناشی می‌شود.

## زلزله
این زلزله در ناحیهٔ وسیعی از منطقه شامل ترکمنستان و در مناطق دورتری از جمله تهران احساس شد. این زلزله در حالی رخ می‌داد که پیش لرزه‌ای قوی هم قبلاً اتفاق افتاده بود. پس لرزه‌هایی هم در۲۷ و ۲۸ آبان ماه نیز باعث لرزاندن قوچان شده بود.

## خسارات
این زلزله باعث شد که شهر قوچان تقریباً به‌طور کامل از بین برود. تنها خانه‌هایی سالم ماندند که در زلزله ۱۲۷۱ بازسازی شده بودند

## پس از زلزله
زمستان آن سال که زمین لرزه‌ای غیرمنتطره در قوچان اتفاق افتاد مرگ و میر بسیاری از افراد را به دنبال داشت.
فقط بیشتر از یک سال بعد در ۲۷ خرداد ماه ۱۲۷۵ زمین لرزهٔ دیگری رخ داد وباعث دوباره لرزاندن قوچان شد اگرچه تعداد مرگ ومیر وخرابی‌ها کمتر بود. تنها تعداد کمی از خانه‌های گلی سالم ماندند و خانه‌های جدید عمدتاً از چوب ساخته شدند.

## فرهنگ عامه
ترانه مشهور «رشیدخان» تحت تأثیر این حادثه و همچنین مرگ رشیدخان ساخته شده‌است.